# Menorca
Menorca (Nederlands, verouderd: Minorca) is het op een na grootste eiland van de eilandengroep de Balearen en is het meest oostelijk gelegen grondgebied van Spanje. De naam is afkomstig van het Latijn, insula minor, wat "kleiner eiland" betekent, omdat het kleiner is, vergeleken met het nabijgelegen eiland Mallorca.

## Ligging
Het eiland is met zijn oppervlakte van 701,84 km² anderhalf keer zo groot als Ibiza, maar ongeveer 5 keer kleiner dan Mallorca.
Het eiland is ongeveer 47 km lang en heeft een breedte van 10 tot 19 km. Voor de 286 km lange kustlijn liggen 30 eilanden, waarvan de meeste klein zijn. De grootste eilanden zijn Illa de les Bledes, Illa dels Porros, Illa d'en Colom en Illa de l'Aire.
Met helder weer kan men vanaf de zuidkust het buureiland Mallorca zien liggen, dat ongeveer 75 km van Menorca ligt. Hoofdstad is Mahón / Maó.

## Begroeiing en bewoning

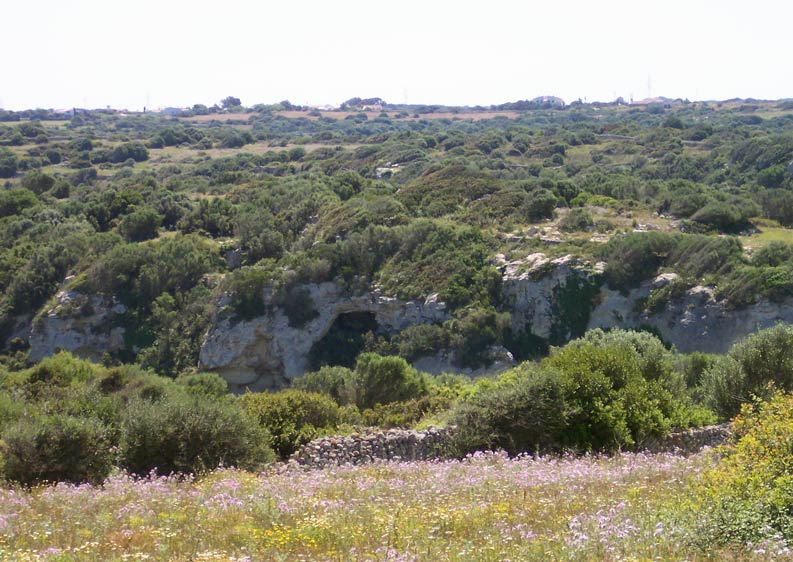
Landschap

Ongeveer 40% van het eiland is bebost met hoofdzakelijk pijnbomen en zeedennen. Op het eiland is een grote variatie van planten aanwezig. In de droge dalen (barrancs) komen ca. 200 plantensoorten voor, waarvan 25 soorten die alleen op Menorca groeien. Het eiland is ook uitgeroepen tot 'genetisch reservoir' voor een aantal zeldzame dieren zoals arenden, een kleine giersoort, valken, wouwen en een met uitsterven bedreigde waterschildpad.
De noord- en zuidkust zijn heel verschillend van karakter. De noordkust kenmerkt zich door zijn 'fjorden', bizarre rotsformaties en onregelmatige kustlijn die kan bogen op een aantal natuurlijke havens. Aan de zuidzijde wordt de kust gekenmerkt door een regelmatige kust met kleine baaien, beboste dalen (barrancs) en veel stranden. Het hoogste punt van het eiland is de 357 meter hoge Monte Toro. Op de top van deze heuvel staat het klooster Verge de Gràcia.
Op het eiland wonen rond 94.703 mensen (2018), waarvan rond een derde in Ciutadella en een ander derde in Maó, beide steden aan de tegenovergestelde einden van het eiland gelegen.

## Beknopte geschiedenis
- 1000 v.Chr. - Bouw van de grote talaiot-bouwsels en ommuurde steden.
- 205 v.Chr. - De Feniciër Mago Barkas, broer van Hannibal, valt Menorca binnen en sticht de naar hem genoemde plaats Mahón.
- 123 v.Chr. - bezetten de Romeinen Menorca en is het begin van het einde van de talaiotcultuur; de laatste talaiot-steden worden rond 100 v.Chr. verlaten.
- 415: de komst van een relikwie van de heilige Stefanus leidt tot de verwoesting van de synagoge door de christenen en tot de eerste gedwongen bekeringen van joden.
- 425 - Menorca valt onder invloed van de Vandalen.
- 903 - Verovering door Isam al-Khawlani: Menorca wordt ingelijfd bij het emiraat Córdoba, vervolgens het kalifaat Córdoba. Madina al Jazira of Madina al Manurqa (nu Ciutadella de Menorca) wordt de hoofdstad.
- 1231 Koning Jacobus I van Aragon annexeert Menorca via het Verdrag van Capdepera. De Taifa Menorca werd een vazalstaat van de Aragonezen, met een eigen moslimbestuur.
- 1287 - Koning Alfons III van Aragón verovert het eiland: de overwonnen Moren krijgen een vrije aftocht naar Afrika, maar kort na het vertrek uit Menorca worden ze midden op zee overboord gegooid. 17 januari wordt later de nationale feestdag van Menorca.
- 1535 - Mahón wordt overvallen door piraten.
- 1558 - Ciutadella wordt verwoest door piraten, Ottomaanse zeelui, tijdens de Plundering van de Balearen (1558).
- 1706-1708 - In de Spaanse Successieoorlog rebelleren de Menorquinse aanhangers van Carlos III, de tot koning uitgeroepen aartshertog Karel van Oostenrijk (in 1711 gekroond tot Duits keizer) onder aanvoering van Joan Saura tegen de dreigende heerschappij van de Bourbon. De opstand wordt afgeslagen door gouverneur Dávila met steun van Franse Troepen.
- 1708 - Engelse troepen landen gedurende de Spaanse successieoorlog in de baai Cala Alcafar aan de oostzijde van het eiland net ten zuiden van de havenmond van Mahón.
- 1712 - Bij het sluiten van de Vrede van Utrecht krijgen de Engelsen officieel bezit van Menorca, nadat de Nederlanders het na een rondreis en inventarisatie niet wilden.
- 1756 - De Fransen onder aanvoering van maarschalk Richelieu veroveren het eiland.
- 1763 - De Engelsen krijgen Menorca terug zonder bloedvergieten. Gouverneur Kane legt de eerste doorlopende weg aan van Mahon naar Ciutadella (Cami den Kane). In Es Mercadal is nog steeds een door Kane gebouwde wateropslag gebruikt.
- 1781 - Spaans-Franse troepen veroveren het eiland voor Spanje.
- 1798 - De Engelsen veroveren opnieuw het eiland tijdens de Franse revolutie.
- 1802 - Door de vrede van Amiens krijgt Spanje het eiland weer terug.
- 1936 - Spaanse Burgeroorlog breekt uit en Menorca valt pas in 1939 in handen van Franco.
- 1993 - UNESCO heeft Menorca toegevoegd aan de lijst met biosfeerreservaten onder het Mens- en Biosfeerprogramma (MAB).

## Bezienswaardigheden
- Naveta d'Es Tudons, een megalithische grafkamer.
- El Toro, het hoogste punt van Menorca.
- Catedral de Santa Maria, Rooms-Katholieke kathedraal gebouwd in Catalaans-gotische stijl.
- Museo de Minorca, museum over de historie van het eiland.
- Fortaleza de Isabel II, militair fort op een eilandje voor de kust van Puerto Mahón.
- S'Albufera Des Grau, natuurpark op het eiland.
- Fort Marlborough, gebouwd in de 18e eeuw door het Britse Koninkrijk.

Op het eiland staan beroemde megalithische steenmonumenten: navetes en talaiots.  Sinds 2023 staan de taliots op Menorca op de Unesco-Werelderfgoedlijst. 
De belangrijkste steden op Menorca zijn Ciutadella de Menorca en Maó.